# 千歳市民郷土餅つき大会
千歳市民郷土餅つき大会（ちとせしみんきょうどもちつきたいかい）は、北海道千歳市で開かれる餅つき大会である。

## 概要
千歳市民郷土餅つき大会は、千歳市内の各県人会が郷土色あふれる餅を披露する行事で、千歳市商店街振興組合連合会などの主催で2005年（平成17年）まで千歳市のニューサンロード商店街の会場に22回に渡って開催されていた。
しかし、同商店街がアーケードを撤去したことにより2006年（平成18年）以降は休止となっていたため、千歳ゆかりの人たちでつくる千歳圏人会（けんじんかい）の呼びかけで千歳商工会議所が主催して2011年（平成23年）11月26日に5年ぶりに復活した。
2011年（平成23年）の大会では陸上自衛隊第11普通科連隊が炊事車を配備して餅米約150キロを炊き上げ、14の県人会がキビが入った宮崎のきび餅や鹿児島のネッタボ餅など郷土色あふれる餅を作って千歳圏人会が作る雑煮等と共に振る舞い、郷土の味を披露している。